# Constantin de Gaète
Constantin de Gaète est le premier  hypatos byzantin connu à la tête du  Duc de Gaète, de facto autonome il respecte l'autorité de l'empire romain d'orient 

## Origine et famille
Constantin appartient à la famille des Anatolii connue depuis  Anatolius vicedomonus ecces Romae mentionné en 590-601/602 . Il est le fils du comte Anatolius (né vers 775) père de quatre enfants:
- Constantin[us] (805 mort en 866) duc de Gaète et hypatos
- Bonus (810 mort après 867 ) duc de Gaète 866-867 père de Matrona épouse de Docibilis Ier
- Iohannes (Jean) né vers 815
- Elisabeth mère d'une fille épouse de Thedosius  préfet de Naples en 839

Dans des documents de 839 et de 866, il apparaît que Constantin avait associé à sa charge son fils nommé Marinus Ier, également Hypatos depuis 839. En 866 Constantin et Marinus disparaissent brusquement de la documentation qui laisse penser qu'ils ont été brutalement déposés par leur successeur  Docibilis Ier époux de Matrona, fille de Bonus le frère de Constantin

## Sources
- (it) Federici Giovanni Battista, Degli antichi duchi e consoli o ipati della città di Gaeta, Vincenzo Flauto, 1791 (lire en ligne), p. 35
- (it) Mario Caravale, Dizionario Biografico degli Italiani, vol. XL (Di Fausto – Donadoni), Rome, Istituto della Enciclopedia Italiana, 1991
- (en) Patricia Skinner, Family Power in Southern Italy : The Duchy of Gaeta and Its Neighbours, 850-1139, Cambridge University Press, 2003, 340 p. (ISBN 978-0-521-52205-2, lire en ligne)
- (en) F.M.G. LORDS of GAETA, DUKES of GAETA 867-[1032 (FAMILY of DOCIBILIS) ]